# Brasserie des Légendes
De Brasserie des Légendes is een Belgische brouwerij gevestigd in Irchonwelz (Aat) en Elzele.
De brouwerij werd in 1998 opgericht door brouwingenieur Pierre Delcoigne onder de naam Brasserie des Géants. In 2007 werd de in 1993 opgerichte Brasserie Ellezelloise overgenomen. De naam werd daarop veranderd tot Brasserie des Légendes. De brouwactiviteiten zijn thans nog verdeeld over de twee vestigingen.

## Bieren

### Brasserie des Géants
- Gouyasse Tradition (ook gekend onder de naam Goliath Blonde): blond, 6% alcohol
- Gouyasse Triple (ook gekend onder de naam Goliath Triple): tripel, 9% alcohol
- Saison Voisin: saison, amberkleurig, 5% alcohol
- Urchon: donker, 7,5% alcohol
- Ducassis: fruitbier, 3% alcohol

### Brasserie Ellezelloise
- Saison 2000: saison, amberkleurig, 6,5% alcohol
- Hercule: stout, donker, 9% alcohol
- Blanche des Saisis: haverwitbier, 6,2% alcohol
- Quintine Ambrée: amberkleurig, 8,5% alcohol
- Quintine Blonde: blond, 8% alcohol
- Quintine Bio Organic: biobier, 5,9% alcohol